# AMX International AMX
AMX International AMX je enomotorni podvzočni jurišnik, ki sta ga skupaj razvili Italija in Brazilija. Obe državi sta za ta namen ustanovili podjetje AMX International, pri katerem ima Alenia 46,5-% delež, Embraer 29,7 % in Aermacchi 23,6 %. Sedež podjetja je v Rimu. Skupno so zgradili okrog 200 letal.
AMX lahko operira v vseh vremenskih pogojihin, s slabo pripravljenih stez in ne glede na čas dneva. Grajen je večinoma iz aluminija. AMX ima krmilni sistem fly-by-wire, vendar ne na vseh krmilnih površinah. Poganja ga britanski turboventilatorski motor Rolls-Royce Spey, ki ni najnovejši v svojem razredu, je pa zanesljiv in v primeru izvoza letal drugim državam ne bi bilo izvoznih omejitev kot pri izvozu ameriških motorjev v nekatere države.

## Specifikacije (AMX)
Podatki iz Jane's All The World's Aircraft 1993–94,
Splošne karakteristike
- Posadka: 1
- Dolžina: 13,23 m (43 ft 5 in)
- Razpon kril: 8,87 m (29 ft 1,5 in)
- Višina: 4,55 m (14 ft 11,25 in)
- Površina kril: 21,0 m² (226 ft²)
- Vitkost: 3,75:1
- Teža praznega letala: 6700 kg (14771 lb)
- Naložena teža: 10750 kg (23700 lb)
- Maks. vzletna teža: 13000 kg (28700 lb)
- Pogon letala: 1 × Rolls-Royce Spey 807 turbofan, 49,1 kN (11030 lbf)
- Kapaciteta notranjega goriva: 3555 L (2700kg) internal.
- Kapaciteta zunanjih rezervoarjev: 2x 1000 L (760kg) in 2x 500 L (380kg) [1]

 Zmogljivost 
- Maks. hitrost: 914 km/h (493 vozlov, 568 mph) na 10975 m (36000 ft)
- Bojni radij: 889 km (480 nmi, 553 milj) način visoko-nizko-visoko s 900 kg bomb
- Največji doseg: 3336 km (1800 nmi, 2073 milj)
- Trajanje leta: 4 ure 15 minut[2]
- Višina leta: 13000 m (42650 ft)
- Hitrost vzpenjanja: 52,1 m/s (10250 ft/min)
- Obremenitev kril: 512 kg/m² (105 lb/ft²)
- Razmerje potisk/teža: 0,47

Oborožitev

- Strelno orožje: 

  - 1× 20 mm (0.787 in) M61A1 Vulcan šestcevni Gatlingov top (na italijanskih verzijah)
  - 2× 30 mm (1.181 in) Bernardini Mk-164 avtomatski top (na brazilskih verzija)
- Izstrelki: 2× AIM-9 Sidewinder, MAA-1 Piranha, MAA-1B Piranha II (v razvoju) ali A-Darter (v razvoju),[3]
- Bombe: 3800 kg (8380 lb) bomb na 5 zunanjih nosilcih[4]